# Coupe de la Ligue de hockey sur glace 2008-2009
Navigation
Coupe de la Ligue 2008 Coupe de la Ligue 2010
La Coupe de la Ligue de hockey sur glace 2008-2009 est la troisième édition de cette compétition française. Elle a débute le 9 septembre 2008. Elle compte seize équipes, quatorze de Ligue Magnus et deux de Division 1, Gap et Caen. La première phase de la compétition comprend 4 poules géographiques de quatre équipes. Ces équipes se rencontrent entre elles en match aller-retour. À l'issue de cette phase, les deux premiers de chaque poule se qualifient pour les quarts de finale à partir du 11 novembre 2008. Les matchs en élimination directe se déroulent en matchs aller-retour hormis la finale qui se joue sur un match unique.

## Matchs de poule

### Poule A
| Équipe                 | PJ | V | VP | DP | P | BP | BC | PTS |
| ---------------------- | -- | - | -- | -- | - | -- | -- | --- |
| Dragons de Rouen       | 6  | 6 | 0  | 0  | 0 | 30 | 18 | 12  |
| Ducs d'Angers          | 6  | 3 | 0  | 0  | 3 | 30 | 26 | 6   |
| Diables Noirs de Tours | 6  | 1 | 1  | 0  | 4 | 24 | 32 | 4   |
| Drakkars de Caen       | 6  | 1 | 0  | 1  | 4 | 23 | 31 | 3   |

### Poule B
| Équipe                      | PJ | V | VP | DP | P | BP | BC | PTS |
| --------------------------- | -- | - | -- | -- | - | -- | -- | --- |
| Gothiques d'Amiens          | 6  | 5 | 0  | 0  | 1 | 36 | 15 | 10  |
| Dauphins d'Épinal           | 6  | 3 | 0  | 1  | 2 | 21 | 24 | 7   |
| Étoile Noire de Strasbourg  | 6  | 2 | 0  | 0  | 4 | 20 | 29 | 4   |
| Bisons de Neuilly-sur-Marne | 6  | 1 | 1  | 0  | 4 | 25 | 34 | 4   |

### Poule C
| Équipe                       | PJ | V | VP | DP | P | BP | BC | PTS |
| ---------------------------- | -- | - | -- | -- | - | -- | -- | --- |
| Ducs de Dijon                | 6  | 4 | 0  | 0  | 2 | 21 | 16 | 8   |
| Pingouins de Morzine-Avoriaz | 6  | 4 | 0  | 0  | 2 | 24 | 17 | 8   |
| Avalanche du Mont-Blanc      | 6  | 2 | 1  | 0  | 3 | 20 | 27 | 6   |
| Chamois de Chamonix          | 6  | 1 | 0  | 1  | 4 | 16 | 21 | 3   |

### Poule D
| Équipe                        | PJ | V | VP | DP | P | BP | BC | PTS |
| ----------------------------- | -- | - | -- | -- | - | -- | -- | --- |
| Brûleurs de Loups de Grenoble | 6  | 5 | 1  | 0  | 0 | 26 | 7  | 12  |
| Diables Rouges de Briançon    | 6  | 4 | 0  | 1  | 1 | 24 | 6  | 9   |
| Ours de Villard-de-Lans       | 6  | 2 | 0  | 0  | 4 | 12 | 24 | 4   |
| Rapaces de Gap                | 6  | 0 | 0  | 0  | 6 | 4  | 29 | 0   |

## Séries éliminatoires
Le premier nombre représente le score cumulé sur l'ensemble des deux rencontres. Entre parenthèses, les scores des matchs aller puis retour sont mentionnés.
|  | Quarts de finale              | Quarts de finale              |                               |          | Demi-finales | Demi-finales |  |  | Finale | Finale |
|  | Quarts de finale              | Quarts de finale              |                               |          | Demi-finales | Demi-finales |  |  | Finale | Finale |
|  |                               |                               |                               |          |              |              |  |  |        |        |
|  |                               |                               |                               |          |              |              |  |  |        |        |
|  |                               |                               |                               |          |              |              |  |  |        |        |
|  | Dragons de Rouen              | 10 (3+7)                      |                               |          |              |              |  |  |        |        |
|  | Dragons de Rouen              | 10 (3+7)                      |                               |          |              |              |  |  |        |        |
|  | Dauphins d'Épinal             | 7 (5+2)                       |                               |          |              |              |  |  |        |        |
|  | Dauphins d'Épinal             | 7 (5+2)                       | Dragons de Rouen              | 4 (0+4)  |              |              |  |  |        |        |
|  |                               |                               | Dragons de Rouen              | 4 (0+4)  |              |              |  |  |        |        |
|  |                               | Diables Rouges de Briançon    | 7 (4+3)                       |          |              |              |  |  |        |        |
|  | Ducs de Dijon                 | Diables Rouges de Briançon    | 7 (4+3)                       | 3 (2+1)  |              |              |  |  |        |        |
|  | Ducs de Dijon                 |                               |                               | 3 (2+1)  |              |              |  |  |        |        |
|  | Diables Rouges de Briançon    | 11 (5+6)                      |                               |          |              |              |  |  |        |        |
|  | Diables Rouges de Briançon    | 11 (5+6)                      | Diables Rouges de Briançon    | 3 (a.p.) |              |              |  |  |        |        |
|  |                               |                               | Diables Rouges de Briançon    | 3 (a.p.) |              |              |  |  |        |        |
|  |                               | Brûleurs de Loups de Grenoble | 4 (a.p.)                      |          |              |              |  |  |        |        |
|  | Gothiques d'Amiens            | Brûleurs de Loups de Grenoble | 4 (a.p.)                      | 7 (2+5)  |              |              |  |  |        |        |
|  | Gothiques d'Amiens            |                               |                               | 7 (2+5)  |              |              |  |  |        |        |
|  | Ducs d'Angers                 | 8 (5+3)                       |                               |          |              |              |  |  |        |        |
|  | Ducs d'Angers                 | 8 (5+3)                       | Brûleurs de Loups de Grenoble | 9 (5+4)  |              |              |  |  |        |        |
|  |                               |                               | Brûleurs de Loups de Grenoble | 9 (5+4)  |              |              |  |  |        |        |
|  |                               | Ducs d'Angers                 | 4 (2+2)                       |          |              |              |  |  |        |        |
|  | Brûleurs de Loups de Grenoble | Ducs d'Angers                 | 4 (2+2)                       | 7 (3+4)  |              |              |  |  |        |        |
|  | Brûleurs de Loups de Grenoble |                               |                               | 7 (3+4)  |              |              |  |  |        |        |
|  | Pingouins de Morzine          | 3 (1+2)                       |                               |          |              |              |  |  |        |        |
|  | Pingouins de Morzine          | 3 (1+2)                       |                               |          |              |              |  |  |        |        |

## La finale
Elle se dispute le mardi 30 décembre 2008 à Méribel.
| 30 décembre 2008 20:30 | Diables Rouges de Briançon | 3- (pr) | Brûleurs de Loups de Grenoble | Patinoire Olympique de Méribel 2 500 spectateurs |

| Feuille de match | Feuille de match                                                                                              | Feuille de match            | Feuille de match | Feuille de match                       |
| ---------------- | --- | --------------------------- | --- | -------------------------------------- |
|                  | 17 min 07 s, Ladányi (Lévêque, Boldron) 55 min 36 s, Groleau (Raux) 57 min 19 s, Ladányi (Groleau, Szélig) SN | 0-1 1-1 1-2 1-3 2-3 3-3 3-4 | 2 min 30 s, Fleury (Rouleau, Amar) SN 26 min 56 s, Krayzel (Broz) 39 min 52 s, Rouleau (Tartari, Forsander) SN 64 min 08 s, Amar (Broz, Wallin)SN | Arbitrage : Arbitre : Jimmy Bergamelli |
| Tommi Satosaari  | Gardiens | Eddy Ferhi                  | | Arbitrage : Arbitre : Jimmy Bergamelli |
| 28 min           | Pénalités | 41 min                      | | Arbitrage : Arbitre : Jimmy Bergamelli |
|                  | |                             | | Arbitrage : Arbitre : Jimmy Bergamelli |